# Майська сільська рада (Джанкойський район)
Ма́йська сільська́ ра́да — адміністративно-територіальна одиниця та орган місцевого самоврядування у Джанкойському районі Автономної Республіки Крим. Адміністративний центр — село Майське.

## Загальні відомості
- Населення ради: 4 741 особа (станом на 2001 рік)

## Населені пункти
Сільській раді підпорядковані населені пункти:
- с. Майське
- с. Ближнє
- с. Ларине
- с. Октябр
- с. Польове

## Склад ради
Рада складалася з 24 депутатів та голови.
- Голова ради: Бодрухін Андрій Андрійович
- Секретар ради: Санина Людмила Людвігівна

### Керівний склад попередніх скликань
| Прізвище, ім'я, по батькові | Основні відомості                                                         | Дата обрання | Дата звільнення |
| --------------------------- | ------------------------------------------------------------------------- | ------------ | --------------- |
| Бодрухін Андрій Андрійович  | Сільський голова, 1968 року народження, освіта вища, безпартійний         | 26.03.2006   | 31.10.2010      |
| Бодрухін Андрій Андрійович  | Сільський голова, 1968 року народження, освіта вища, член Партії регіонів | 31.10.2010   |                 |

Примітка: таблиця складена за даними сайту Верховної Ради України

### Депутати
За результатами місцевих виборів 2010 року депутатами ради стали:

#### За суб'єктами висування
| Суб'єкт висування           | Кількість обраних депутатів | %    |
| --------------------------- | --------------------------- | ---- |
| Партія регіонів             | 19                          | 79,2 |
| Самовисування               | 3                           | 12,5 |
| Демократична партія України | 2                           | 8,3  |

#### За округами
| № округу                    | Прізвище, ім'я, по батькові      | Дата визнання обраним | Освіта  | Партійна приналежність            | Відомості про обраного депутата             |
| --------------------------- | -------------------------------- | --------------------- | ------- | --------------------------------- | ------------------------------------------- |
| Демократична партія України |                                  |                       |         |                                   |                                             |
| 13                          | Карпець Микола Васильович        | 06.11.2010            | вища    | член Демократичної партії України | ТОВ «Джанкойська Нива», виконавчий директор |
| 16                          | Іванов Віктор Вікторович         | 06.11.2010            | середня | член Демократичної партії України | ООО «Артекс-АгроКрим», водій                |
| Партія регіонів             |                                  |                       |         |                                   |                                             |
| 2                           | Васильченко Григорій Леонтійович | 06.11.2010            | середня | позапартійний                     | тимчасово не працює                         |
| 5                           | Лазиріна Людмила Адамівна        | 06.11.2010            | вища    | член Партії регіонів              | Майська сільська рада, землевпорядник       |
| 6                           | Скворцов Олексій Іванович        | 06.11.2010            | вища    | позапартійний                     | Азовський інкубатор, директор               |
| 7                           | Сак Василь Миколайович           | 06.11.2010            | вища    | член Партії регіонів              | будинок культури, директор                  |
| 8                           | Попкова Ірина Павлівна           | 06.11.2010            | вища    | член Партії регіонів              | дитячий садок, вихователь                   |
| 9                           | Цуканова Клавдія Олександрівна   | 06.11.2010            | середня | позапартійна                      | приватний підприємець                       |
| 10                          | Забаєва Наталя Олександрівна     | 06.11.2010            | вища    | позапартійна                      | ТОВ «Азовчане», технолог                    |
| 11                          | Пушина Валентина Дмитрівна       | 06.11.2010            | середня | позапартійна                      | ТОВ «Азовчане», робітниця                   |
| 12                          | Санина Людмила Людвігівна        | 06.11.2010            | вища    | член Партії регіонів              | Майська сільська рада, секретар             |
| 14                          | Куніцин Юрій Миколайович         | 06.11.2010            | середня | позапартійний                     | ТОВ «Азовчане», формувальник                |
| 15                          | Трехоніна Любов Миколаївна       | 06.11.2010            | середня | член Партії регіонів              | пенсіонер                                   |
| 17                          | Бокало Ліна Олександрівна        | 06.11.2010            | вища    | позапартійна                      | сільський клуб, директор                    |
| 18                          | Сайко Юрій Олександрович         | 06.11.2010            | середня | позапартійний                     | ТОВ «Азовчане», робітник                    |
| 19                          | Романчук Світлана Франківна      | 06.11.2010            | середня | член Партії регіонів              | ТОВ «Азовчане», робітниця                   |
| 20                          | Меметов Амет                     | 06.11.2010            | середня | член Партії регіонів              | пенсіонер                                   |
| 21                          | Кускова Світлана Володимирівна   | 06.11.2010            | вища    | член Партії регіонів              | СОО «Росія», бригадир                       |
| 22                          | Ісмаілова Гульвіра Аблямитівна   | 06.11.2010            | середня | позапартійна                      | тимчасово не працює                         |
| 23                          | Максименков Андрій Вікторович    | 06.11.2010            | середня | позапартійний                     | ТОВ «Азовчане», робітник                    |
| 24                          | Суінова Капіє Шевкетівна         | 06.11.2010            | середня | позапартійна                      | пенсіонер                                   |
| Самовисування               |                                  |                       |         |                                   |                                             |
| 1                           | Чайка Руслан Анатолійович        | 06.11.2010            | середня | позапартійний                     | Джанкойський РЕС, електромонтер             |
| 3                           | Сак Марія Михайлівна             | 06.11.2010            | середня | позапартійна                      | ТОВ «Азовчане», формувальник                |
| 4                           | Самойленко Євдокія Іванівна      | 06.11.2010            | вища    | позапартійна                      | пенсіонер                                   |